# Godio
Godio (Guj in piemontese) è una borgata del comune di Castelletto Merli, contigua a Guazzolo, nella provincia di Alessandria, nota per essere stata luogo di dimora di San Giovanni Bosco.

## Geografia fisica
La frazione di Godio è una borgata del Comune di Castelletto Merli ed è situata nell'area collinare del Monferrato fra le città di Asti e Casale Monferrato, nella provincia di Alessandria, sul confine con la provincia di Asti. Approssimativamente conta circa 30 abitanti (2011) e la sua economia è principalmente a vocazione agricola e vitivinicola.

## Storia
La borgata di Godio risale con ogni probabilità all'epoca dell'arrivo nel Monferrato dei Goti che diedero presumibilmente origine all'abitato, fatto di cortile e case in sequenza in modo da potenziarne anche la difesa.

## Edifici Storici
Villa Lombardi
Storica residenza, di costruzione ottocentesca. della famiglia Cassone-Dell'Aglio, poi degli eredi Lombardi. 
Si narra essere stata frequentata abitualmente dal re Vittorio Emanuele II e dalla moglie morganatica Rosa Vercellana, grazie ai legami di quest'ultima con la famiglia Cassone, importante famiglia nobile del tempo, che ivi soggiornò.
Villa Lombardi ha ispirato anche il romanzo “In Nome della Croce” nella quale, tra altri edifici, le intricate e misteriose vicende della famiglia Cassone-Dell'Aglio prendono vita, in quanto teatro anche di un reale dramma che ha colpito i proprietari nella seconda metà dell'Ottocento.
Chiesa di Sant'Antonio Abate
Settecentesca, è stata realizzata in eleganti mattoni a vista e presenta una meridiana sul lato meridionale del campanile. Vi celebrò messa Don Bosco durante il suo soggiorno nella vicina Casa Robbione e possedette anticamente, secondo alcune testimonianze un piccolo cimitero adiacente.
Casa Robbione
Luogo di soggiorno di Don Giovanni Bosco, poi San Giovanni Bosco, che ivi soggiornò, verso la metà dell'Ottocento, come ricorda la pietra commemorativa, posta sulla parete della casa.